# Српско војничко гробље у Франкфурту
Српско војничко гробље у Франкфурту на Мајни налази се на централном градском гробљу (Hauptfriedhof). На том делу војног гробља из Првог светског рата, почива укупно 42 српска и руска официра. Они су били ратни заробљеници официрског логора у Франкфурту, који је припадао такозваној осамнаестој војној инспекцији Немачког Кајзеррајха. Недавно је на гробљу откривено спомен обележје у облику православног крста.